# Ruben Knab
Ruben Abel Knab (Ede, 19 de febrero de 1988) es un deportista neerlandés que compite en remo.
Participó en tres Juegos Olímpicos de Verano, obteniendo una medalla de plata en París 2024, en la prueba de ocho con timonel, el quinto lugar en Londres 2012 (cuatro sin timonel) y el quinto en Tokio 2020 (ocho con timonel).
Ganó dos medallas en el Campeonato Mundial de Remo, en los años 2019 y 2022, y ocho medallas en el Campeonato Europeo de Remo entre los años 2013 y 2023.

## Palmarés internacional
| Juegos Olímpicos   | Juegos Olímpicos         | Juegos Olímpicos  | Juegos Olímpicos   |
| Año                | Lugar                    | Medalla           | Prueba             |
| ------------------ | ------------------------ | ----------------- | ------------------ |
| 2024               | París (Francia)          | Medalla de plata  | Ocho con timonel   |
| Campeonato Mundial |                          |                   |                    |
| Año                | Lugar                    | Medalla           | Prueba             |
| 2019               | Ottensheim (Austria)     | Medalla de plata  | Ocho con timonel   |
| 2022               | Račice (República Checa) | Medalla de bronce | Cuatro sin timonel |
| Campeonato Europeo |                          |                   |                    |
| Año                | Lugar                    | Medalla           | Prueba             |
| 2013               | Sevilla (España)         | Medalla de bronce | Ocho con timonel   |
| 2017               | Račice (República Checa) | Medalla de bronce | Ocho con timonel   |
| 2018               | Glasgow (Reino Unido)    | Medalla de plata  | Ocho con timonel   |
| 2019               | Lucerna (Suiza)          | Medalla de bronce | Ocho con timonel   |
| 2020               | Poznań (Polonia)         | Medalla de bronce | Ocho con timonel   |
| 2021               | Varese (Italia)          | Medalla de bronce | Ocho con timonel   |
| 2022               | Múnich (Alemania)        | Medalla de plata  | Cuatro sin timonel |
| 2023               | Bled (Eslovenia)         | Medalla de bronce | Ocho con timonel   |